# 5. додела Златног глобуса
Пета додела награда Златни глобус, којима се одаје почаст најбољим достигнућима у филмском стваралаштву 1947. године, одржана је 10. марта 1948. у хотелу Холивуд Рузвелт у Лос Анђелесу, Калифорнија.

## Добитници
| Категорија                             | Филм                   | Режисер                         | Добитник/-ица  | Референце |
| -------------------------------------- | ---------------------- | ------------------------------- | -------------- | --------- |
| Најбољи филм                           | Џентлменски споразум   | Елија Казан                     | Елија Казан    |           |
| Најбољи глумац у главној улози         | Дупли живот            | Џорџ Кјукор                     | Роналд Колман  | [ 1 ]     |
| Најбоља глумица у главној улози        | Жалост постаје Електра | Дадли Николс                    | Розалинд Расел | [ 2 ]     |
| Најбољи глумац у споредној улози       | Чудо у 34. улици       | Џорџ Ситон                      | Едмунд Гвен    | [ 3 ]     |
| Најбоља глумица у споредној улози      | Џентлменски споразум   | Елија Казан                     | Селест Хоум    | [ 4 ]     |
| Најбољи режисер                        | Џентлменски споразум   | Елија Казан                     | Елија Казан    | [ 5 ]     |
| Најбољи сценарио                       | Чудо у 34. улици       | Џорџ Ситон                      | Џорџ Ситон     | [ 6 ]     |
| Најбоља музика                         | Живот с оцем           | Хауард Линдзи и Расел Краус     | Макс Штајнер   | [ 7 ]     |
| Најбоља фотографија                    | Црни нарцис            | Мајкл Пауел и Емерик Пресбергер | Џек Кардиф     | [ 8 ]     |
| Најперспективнији новајлија - мушкарци | Пољубац смрти          | Хенри Хатавеј                   | Ричард Видмарк | [ 9 ]     |
| Најперспективнији новајлија - жене     | Та девојка из Хагена   | Питер Годфри                    | Лоис Максвел   | [ 9 ]     |
| Награда за најбољег младог глумца      | Џентлменски споразум   | Елија Казан                     | Дин Стоквел    | [ 9 ]     |
| Награда за посебна достигнућа          | Бамби                  | Волт Дизни                      | Волт Дизни     | [ 9 ]     |

## Галерија
- Роналд Колман, победник за најбољег глумца у главној улози.
- Розалинд Расел, победница за најбољу глумицу у главној улози.
- Едмунд Гвен, победник за најбољег глумца у споредној улози.
- Селест Хоум, победница за најбољу глумицу у споредној улози.
- Елија Казан, победник за најбољег режисера.
- Џорџ Ситон, победник за најбољи сценарио
- Макс Штајнер, добитник награде за најбољу музику.
- Џек Кардиф, добитник награде за најбољу фотографију.
- Ричард Видмарк, добитник награде за најбољег новајлију.
- Лоис Максвел, добитница награде за најбољег новајлију.
- Волт Дизни, добитник награде за посебна достигнућа.